# أبينا أبيا
أبينا أبيا (بالإنجليزية: Abena Appiah)‏ هي متسابقة ملكة الجمال غانية، ولدت في 2 يونيو 1993 في أكرا في غانا.